# Італійське Сомалі
Колонія Італійське Сомалі (італ. Colonia della Somalia italiana), просто відома як Італійське Сомалі (італ. Somalia italiana; араб. الصومال الإيطالي, трансліт. Al-Sumal Al-Italiy; сом. Dhulka Soomaalida ee Talyaaniga) — колишня колонія королівства Італія, у 1880-1941 на теренах сучасного Сомалі. За задумом італійського уряду, Італійське Сомалі мало стати ядром ширшої зони Італійської Східної Африки.
Берлінська конференція 1884—1885 прискорила колонізацію Африканського континенту європейськими державами — процес набув рис «бійки за Африку». Новостворена Італійська держава, яка не мала ще колоній, виявило інтерес до бідних на ресурси, малорозвинених територій на Африканському Розі. Близькість цих земель до Червоного моря дозволяла розраховувати на те, що побудовані тут порти будуть з часом затребувані в торговому мореплаванні.
Протягом 1880-х італійці за угодами з місцевими султанами отримали в свої руки землі вздовж узбережжя Індійського океану, які стали називатися Італійське Сомалі. Спроби просунутися звідси на захід углиб континенту отримали відсіч ефіопського уряду (див. Перша італо-ефіопська війна).
У 1908 з метою упорядкування управління колонією була проведена адміністративна реформа.
Економічне освоєння території йшло повільними темпами, хоча в 1920 р. до розвитку сільського господарства в Сомалі підключився особисто принц Луїджі Амедео. Італія і сама в той час зазнавала труднощів, які спонукали мільйони італійців емігрувати в Новий Світ.
У 1923 в Італійське Сомалі був призначений губернатор фашистських поглядів, який розглядав ці землі як плацдарм для нового наступу на Ефіопію (див. Друга італо-ефіопська війна).
У 1925 року фашистам вдалося домовитися з англійцями про передачу їм прикордонного терену з півдня — Джубаленду. Сомалійський губернатор Родольфо Граціані у 1935 р. відновив війну з Ефіопією, а рік потому колонія влилася до складу Італійської Східної Африки.
Скориставшись початком Другої світової війни, італійці в 1940 окупували Британське Сомалі. Два роки по тому в ході операції союзників «Явище» вони були витиснуті не тільки з британської, а й з італійської частини Африканського Рогу. Італійський партизанський рух продовжився в регіоні до осені 1943.
У 1949 Італійське Сомалі передано союзниками під опіку ООН як підопічна територія Сомалі, а в 1960 Італія погодилась надати колонії повну незалежність. 1 липня 1960 увійшло до складу незалежного Сомалі і припинило своє існування.